# Людвіг Бамбергер
Людвіг Бамбергер (нім. Ludwig Bamberger; 22 липня 1823 — 14 березня 1899) — депутат і письменник з політичних і політико-економічних питань. Автор таких праць, як «Медовий місяць свободи слова» (Die Flitterwochen der Pressfreiheit) і «П'ять мільярдів» (Die fünf Milliarden).

## Біографія

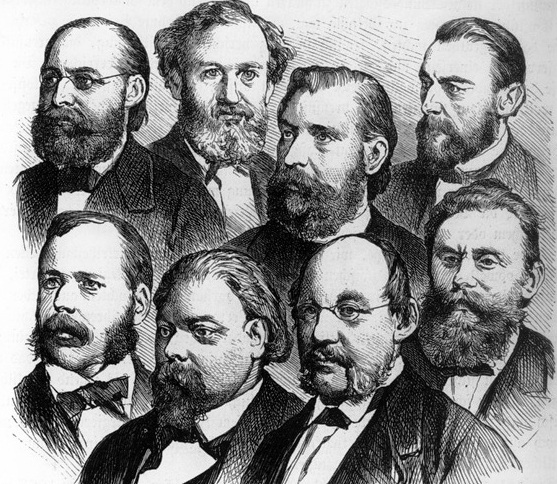
Лідери Націонал-ліберальної партії. Верхній ряд: Вільгельм Вехренфеннинг, Едуард Ласкер, Генріх фон Трейчке, Йоганнес фон Мікель. Нижній ряд: Франц фон Роггенбах, Карл Браун, Рудольф фон Гнейст, Людвіг Бамбергер

Людвіг Бамбергер народився 22 липня 1823 року в багатодітній родині єврейського банкіра Августа Бамбергера. У 1842—1845 роках вивчав юриспруденцію в Гісенському, Гайдельберзькому і Геттінгенському університетах.
Після закінчення навчання Бамбергер працював спочатку в суді Майнца, а після редактором газети Mainzer Zeitung.
У 1849 році брав участь у революційному русі баварського Пфальца і Бадена. Після придушення революції втік до Швейцарії. Суди Майнца засудили його до довічного тюремного ув'язнення, пізніше змінивши вирок на смертну кару. З Швейцарії Бамбергер виїхав до Англії, а після в Бельгію, Голландію і Францію, де з 1853 року по 1867 рік керував справами банкірського дому свого батька.
Після амністії 1866 року він повернувся в Майнц, де у 1868 році був обраний представником в німецький рейхстаг. На початку війни між Німеччиною і Францією Бамбергер прийняв від Бісмарка обов'язок захищати у пресі національно-німецькі інтереси.
З 1873 року Бамбергер — депутат від виборчого округу Альцей-Бінген і до 1880 року був одним з головних членів націонал-ліберальної партії. Після він заснував власну партію, яка отримала назву «ліберальний союз».
Людвіг Бамбергер помер 14 березня 1899 року в Берліні, у віці 75 років.

## Вплив
Бамбергер справив великий вплив на хід фінансового та політико-економічного законодавства, особливо в дебатах щодо монетного законодавства, державного казначейства. Прихильник фрітредерської партії, і засновник та представник товариства сприяння вільній торгівлі.
Відомо, що Бамбергер був проти катедер-соціалізму і митної та економічної політики, якої з 1879 року став притримуватись князь Бісмарк. Поступово Бамбергер все сильніше схилявся до опозиції, що породило тертя з більшістю представників націонал-ліберальної партії. Змушений залишити націонал-ліберальну партію, Бамбергер організував «сецесіоністську» групу, яка після отримала назву «ліберальний союз». Для виправдання цього кроку Бамбергер видав анонімну брошуру «Die Sezession».
Крім того, він співпрацював з такими виданнями: з 1860 року — «Demokratische Studien», «Deutsche Jahrbücher», а з 1870 року також з «Deutsche Rundschau», «Algemeine Zeitung», «Unsere Zeit», «Die Gegenwart», «Die Tribüne».